# 김은주 (정치학자)
김은주는 대한민국의 정치학자이다. 한국여성정치연구소 소장이다. 여성의당 창당준비위원회 대표였고 초대 공동대표를 맡았다. 2021년, 여성의당 상임고문직으로 물러났다.

## 경력
- 한국여성정치연구소 부소장
- 한국여성정치연구소 소장
- 평화하나 여성둘 포럼 운영위원회 위원장
- 한국여성인권진흥원 이사
- 광복70년 기념사업추진위원회 미래희망분과 위원장
- 여성의당 초대 공동대표

## 상훈
- 2014년 미래를 이끌어갈 여성지도자상